# Clemens Menze

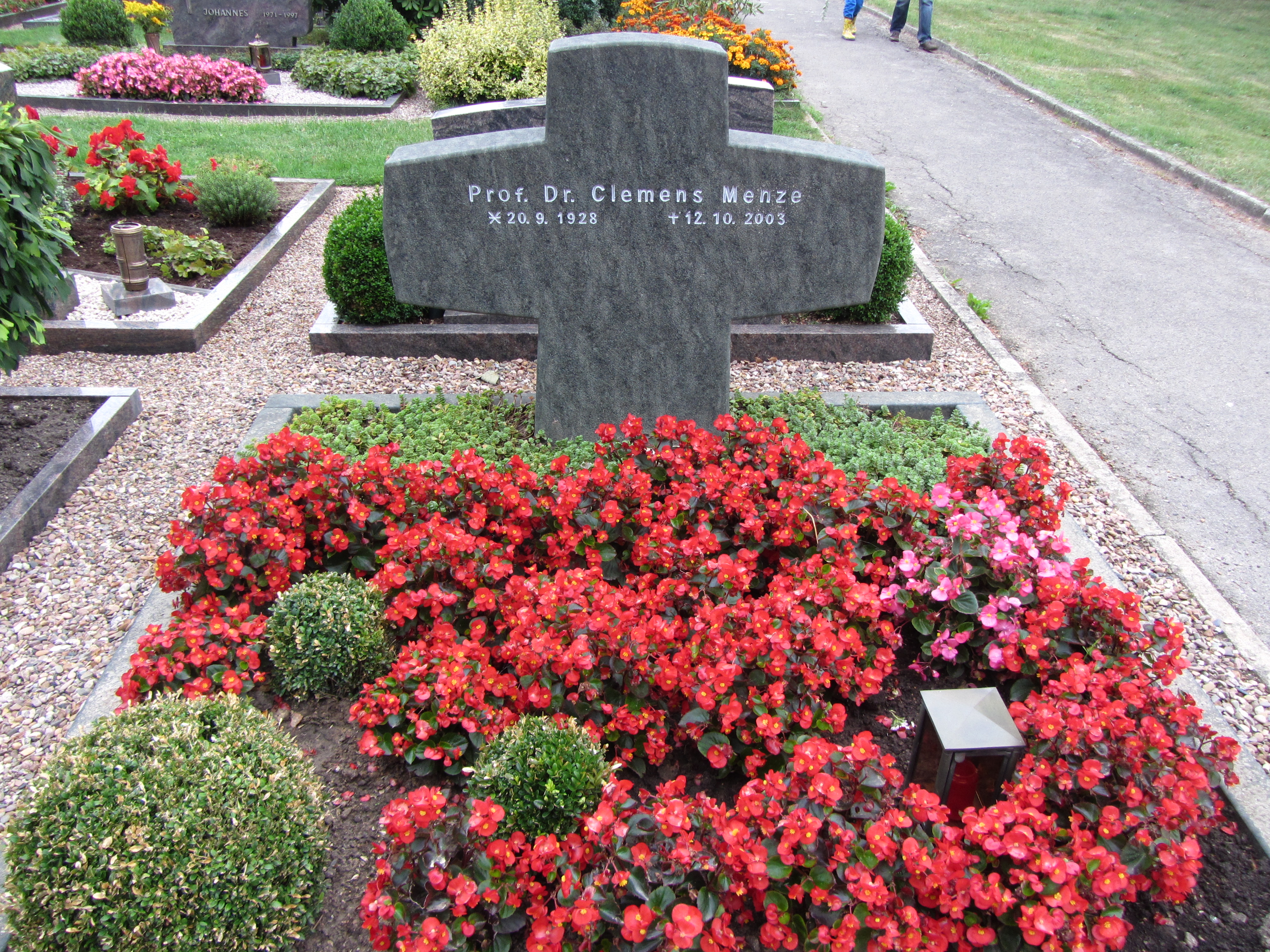
Grabstätte in Tietelsen

Clemens Menze (* 20. September 1928 in Tietelsen im Kreis Höxter; † 12. Oktober 2003 in Köln) war ein deutscher Pädagoge und Professor für Pädagogik an der Universität zu Köln.

## Werdegang
Clemens Menze, der als Schüler im Zweiten Weltkrieg noch als Flakhelfer herangezogen worden war, machte 1949 Abitur. Anschließend studierte er Germanistik, Klassische Philologie und Philosophie an der Universität zu Köln und wurde 1953 mit einer Arbeit unter dem Titel „Beitrag zur Geschichte des süddeutschen Literaturbarock“ promoviert. Menze war Mitglied der katholischen Studentenverbindungen K.St.V. Borussia-Königsberg und Alsatia zu Köln im KV. Er schloss beide Staatsexamina für das Lehramt an Höheren Schulen ab und wurde 1956 Studienassessor. Im Jahr darauf kehrte er jedoch als Assistent von Julius Drechsler an die Universität zu Köln zurück, wo er sich 1963 mit dem Thema „Wilhelm von Humboldts Lehre und Bild vom Menschen“ habilitierte.
1967 wurde Menze auf den Lehrstuhl für Pädagogik berufen und zum Direktor des Pädagogischen Seminars ernannt, was er bis 1993 blieb. 1969 bis 1971 diente er als Dekan der Philosophischen Fakultät der Universität zu Köln sowie 1975 bis 1977 als deren Rektor.
Zu Menzes Hauptforschungsgebieten gehörten die Pädagogik und Menschenlehre Wilhelm von Humboldts sowie die von Humboldt angestoßene Bildungsreform in Preußen zu Beginn des 19. Jahrhunderts.

## Ehrungen
- 1990: Humboldt-Plakette als Ehrengabe